# Бистр
Бистр (#3D2B1F)
Бистр (или бистер) је или: 1) нијанса сиве, 2) нијанса браон направљена од чађи, и 3) назив за боју налик пигмента. Изглед бистр боје је генерално тамносива браон, са жућкастим пигментом.
Буква је спаљена за производњу чађи, која је била кувана и разређена са водом. Многи стари мајистори су користили Бистр као мастило за своје цртеже.